# Adania Shibli
Adania Shibli (in arabo عدنية شبلي) (Palestina, 1974) è una scrittrice palestinese.

## Biografia
Nata nel 1974, attualmente vive tra Londra e Ramallah. Lavora nel campo delle arti visive e collabora con l'al-Hakawati Theater di Gerusalemme e il Sakakini Cultural Centre di Ramallah  Ha una laurea in Comunicazione e Giornalismo presso l'Università Ebraica di Gerusalemme e un dottorato in media e studi culturali presso la University of East London.
Ha cominciato l'attività di scrittrice pubblicando alcuni racconti su riviste. È stata premiata ben due volte con lo Young Writer's Award–Palestine, della A.M. Qattan Foundation, per il romanzo Sensi (tit. org. Masaas) nel 2002 e per Kulluna Ba'eed Bethat al Miqdar ‘an al Hub (Siamo tutti equidistanti dall'amore) nel 2004.adania shibli
Adania Shibli è una delle autrici comprese nell'elenco dei giovani scrittori di lingua araba più promettenti individuati dal progetto Beirut39.
In Italia sono state tradotte e pubblicate tre sue opere: Sensi, Pallidi segni di quiete, che raccoglie alcuni suoi racconti, e il romanzo Un dettaglio minore, titolo selezionato per l'International Booker Prize 2021.

## Opere
- 2002 - Masaas (مساس)
- 2004 - Kulluna Ba'eed Bethat al Miqdar ‘an al Hub (كلنا بعيد بذات المقدار عن الحب)
- 2013 - Keep your eye on the wall: Palestinian landscapes
- 2020 - Minor Detail (تفصيل ثانوي)

## Opere in edizione italiana
- Sensi (tit. or. Masaas, مساس), Argo, Lecce, 2007
- Pallidi segni di quiete (raccolta di racconti), Argo, Lecce, 2014
- Un dettaglio minore (tit. or. فصيل ثانوي) , La nave di Teseo, Milano, 2021